# TWAIN
TWAIN – standard komunikacji między skanerami, aparatami cyfrowymi a programami graficznymi, opracowany dla Microsoft Windows i systemów Apple Macintosh, a także Linux/Unix (od wersji 2.0, która jest dostępna jako otwarte oprogramowanie).

## Historia
Pierwsza wersja została wydana w 1992 roku. Po jakimś czasie jej nazwę zaczęto interpretować jako akronim od Technology Without An Interesting Name („technologia bez interesującej nazwy”). W rzeczywistości była ona nawiązaniem do wiersza Rudyarda Kiplinga Ballada o Wschodzie i Zachodzie, w którym pojawiają się słowa …and never the twain shall meet… (z ang. „i nigdy się nie spotkają”), co było aluzją do trudności, jakie niegdyś napotykano w komunikacji między skanerami i komputerami. Zapis dużymi literami miał na celu lepsze wyróżnienie nazwy, co spowodowało, że uznano ją za wspomniany skrótowiec.